# Pandanus punctulatus
Pandanus punctulatus är en enhjärtbladig växtart som beskrevs av Ugolino Martelli. Pandanus punctulatus ingår i släktet Pandanus och familjen Pandanaceae.
Artens utbredningsområde är Madagaskar. Inga underarter finns listade.